# Eenhana
Eenhana ist seit 1992 Hauptstadt und Verwaltungssitz von Ohangwena, einer Region der „Vier O-Regionen“ im Norden Namibias. Die Stadt liegt im gleichnamige Wahlkreis und hat 16.588 Einwohner (Stand 2023) auf einer Fläche von 52,0049 km².
Eenhana wird als Waldstadt bezeichnet, da sie innerhalb eines tropischen Waldes liegt.
Eenhana bedeutet im Oshivambo-Dialekt so viel wie Kalb und galt seit dem Ende des 19. Jahrhunderts als Jagdgrund. Daraus ist im Laufe der letzten Jahrzehnte eine kleine Stadt geworden und Eenhana besitzt heute eine asphaltierte Straße in andere weiter westlich gelegene Städte der Region sowie eine Reihe von Banken und Schulen. Mahangu ist ein typisches Nahrungsmittel der Region.
Den Status einer Stadt bekam Eenhana am 15. April 1999 und wurde 2002 selbständig.

## Geschichte
Im Jahr 1927 traf der Missionar Paulus Hamutenya in der Gegend ein und etablierte Eenhana als Dorf. Er gründete ein Missionszentrum und so siedelten sich viele andere Menschen in der Umgebung von Eenhana an. Paulus Hamutenya starb im Jahr 1932.
Eenhana wurde 1992 zur Siedlung und zum Verwaltungszentrum der Region Ohangwena erklärt und später, am 15. April 1999, zur Stadt ernannt.
Im November 2024 wurde Eenhana als erste Stadt in Namibia in die weltweite „Green Cities Initiative“ der Ernährungs- und Landwirtschaftsorganisation der Vereinten Nationen (FAO) aufgenommen. Ziel des Projekts ist es, die Stadt in eine grüne Oase zu verwandeln und die Lebensqualität der Bewohner durch nachhaltige Stadtentwicklung zu verbessern.
Im Rahmen der Initiative wurden eine Baumschule eingerichtet und 1.400 Obst- und Forstsetzlinge, Gartenwerkzeuge, Saatgut sowie eine solarbetriebene Wasserpumpe bereitgestellt. Zudem erhielten 31 Gemeindemitglieder, überwiegend Frauen und Jugendliche, Schulungen im städtischen Gartenbau, um die Ernährungssicherheit zu stärken und die Biodiversität zu fördern.

## Gedenkstätte
Der Eenhana-Schrein ist ein nationales Denkmal, das an die Opfer des namibischen Befreiungskampfes erinnert. Nach der Entdeckung von Massengräbern im Jahr 2005 wurde die Gedenkstätte 2007 eingeweiht und 2011 zum nationalen Kulturerbe erklärt. Sie dient auch als staatlicher Friedhof für anerkannte Veteranen des Befreiungskampfes.

## Kommunalpolitik
Bei der Kommunalwahl 2021 wurde folgendes amtliches Ergebnis erzielt.
| Partei    | Stimmen | Stimmenanteil | Sitze |
| --------- | ------- | ------------- | ----- |
| SWAPO     | 1209    | 72,3 %        | 5 ▼   |
| IPC       | 0413    | 24,7 %        | 2 NEU |
| RDP       | 045     | 2,7 %         | 0 ▼   |
| APP       | 05      | 0,3 %         | 0 ▬   |
| Insgesamt | 1672    | 100 %         | 7     |

## Bildungseinrichtungen
Die Stadt beherbergt zahlreiche staatliche und private Bildungs- und Ausbildungseinrichtungen. Am 10. März 2022 eröffnete die Namibia University of Science and Technology (NUST) ihren Satelliten-Campus in Eenhana. Der Campus wurde offiziell von Premierministerin Saara Kuugongelwa-Amadhila eingeweiht. Am 11. März 2025 wurde der 5. Campus der International University of Management (IUM) in Eenhana offiziell eröffnet. Der Campus wurde vom Gründer der IUM, Professor David Namwandi, eingeweiht.

### Primar- und Sekundarschulen
- Eenhana Primary School
- Eenhana Secondary School
- Haimbili Haufiku Sen. Secondary School
- Paulus Hamutenya Primary School

### Tertiäre Bildung
- Eenhana Vocational Training Centre
- NUST Satelliten-Campus
- IUM-Campus

## Wirtschaft
Die Wirtschaft der Stadt wird vom Einzelhandel mit einer Vielzahl von Einkaufsmöglichkeiten und Lebensmittelmärkten, Immobilienentwicklung, Dienstleistern und dem Baugewerbe sowie der städtischen Landwirtschaft dominiert. Dies macht etwa 60 % der Wirtschaft der Stadt aus, weitere 35 % entfallen hauptsächlich auf den öffentlichen Dienst und 5 % auf den informellen Handel, zumeist Straßenverkäufern.